# Liga Nacional de Baloncesto Profesional de México 2005
La Temporada 2005 de la LNBP fue la sexta edición de la Liga Nacional de Baloncesto Profesional de México, la cual se jugó en formato de temporada regular de 400 partidos (40 juegos por cada uno de los 20 equipos).
En esta edición salieron de la liga 5 equipos: Coras de Tepic, Correcaminos UAT Tampico, Garzas de Plata de la UAEH, Leñadores de Durango y Lobos Plateados de la BUAP; los cuales fueron sustituidos por 4 equipos nuevos en la liga: Galgos de Tijuana, Halcones UV Veracruz, Lobos Grises de la UAD y Soles de Mexicali, así como por el retorno de los Correcaminos UAT Reynosa al circuito.

## Campeón de Liga
El Campeonato de la LNBP lo obtuvieron los Halcones UV Xalapa, los cuales derrotaron en la Serie Final a los Lobos de la U.A. de C. por 4 juegos a 1, coronándose el equipo xalapeño en calidad de visitante en el propio Gimnasio "Nazario Ortiz Garza" de Saltillo, Coahuila.

## Campeón Copa Independencia
La Copa Independencia fue ganada por segundo año consecutivo por los Lobos de la U.A. de C., al derrotar a los Correcaminos UAT Victoria en el Gimnasio "Nazario Ortiz Garza" de Saltillo, Coahuila.

## Equipos participantes
| Zona Norte                 | Zona Norte                       |
| Equipo                     | Sede                             |
| -------------------------- | -------------------------------- |
| Algodoneros de la Comarca  | Torreón, Coahuila                |
| Correcaminos UAT Matamoros | Matamoros, Tamaulipas            |
| Correcaminos UAT Reynosa   | Reynosa, Tamaulipas              |
| Correcaminos UAT Victoria  | Ciudad Victoria, Tamaulipas      |
| Fuerza Regia de Monterrey  | Monterrey, Nuevo León            |
| Galgos de Tijuana          | Tijuana, Baja California         |
| Lobos de la U.A. de C.     | Saltillo, Coahuila               |
| Lobos Grises de la UAD     | Durango, Durango                 |
| Santos Reales de San Luis  | San Luis Potosí, San Luis Potosí |
| Soles de Mexicali          | Mexicali, Baja California        |

| Zona Sur                      | Zona Sur                       |
| Equipo                        | Sede                           |
| ----------------------------- | ------------------------------ |
| Barreteros de Zacatecas       | Zacatecas, Zacatecas           |
| Cometas de Querétaro          | Querétaro, Querétaro           |
| Gambusinos de Fresnillo       | Fresnillo, Zacatecas           |
| Halcones UV Veracruz          | Veracruz, Veracruz             |
| Halcones UV Xalapa            | Xalapa, Veracruz               |
| Lechugueros de León           | León, Guanajuato               |
| Ola Roja del Distrito Federal | México, D. F.                  |
| Panteras de Aguascalientes    | Aguascalientes, Aguascalientes |
| Tecolotes de la UAG           | Guadalajara, Jalisco           |
| Tuberos de Colima             | Colima, Colima                 |

## Líderes individuales
| Categoría         | Jugador                         | Equipo                     | Marca | Promedio | %     |
| ----------------- | ------------------------------- | -------------------------- | ----- | -------- | ----- |
| Créditos          | Justin Aronel Howard            | Fuerza Regia de Monterrey  | 1,130 | 28.25    | *     |
| Puntos            | Ryan Moore                      | Galgos de Tijuana          | 993   | 24.83    | *     |
| Rebotes           | Reginald Mc Koy Jr.             | Galgos de Tijuana          | 523   | 13.76    | *     |
| Asistencias       | Karim Valentín Malpica Torres   | Halcones UV Veracruz       | 248   | 6.70     | *     |
| Tiros de 2        | Justin Aronel Howard            | Fuerza Regia de Monterrey  | 382   | 9.55     | 0.685 |
| Tiros de 3        | Raymundo Javier Castillo Zúñiga | Gambusinos de Fresnillo    | 147   | 3.68     | 0.382 |
| Tiros Libres      | Galen Vondell Robinson          | Correcaminos UAT Reynosa   | 216   | 5.54     | 0.720 |
| Minutos           | Kevin Beard                     | Correcaminos UAT Matamoros | 1,479 | 36.98    | *     |
| Faltas Cometidas  | Hugo Alejandro Carrillo García  | Gambusinos de Fresnillo    | 154   | 3.85     | *     |
| Robos de Balón    | Karim Valentín Malpica Torres   | Halcones UV Veracruz       | 90    | 2.43     | *     |
| Pérdidas de balón | Mathew Paul Mitchell            | Panteras de Aguascalientes | 127   | 3.97     | *     |
| Tapones           | Antoine Gerrand Broxsie         | Tuberos de Colima          | 87    | 3.00     | *     |

## Designaciones
A continuación se muestran las designaciones a los mejores jugadores de la temporada 2005.
| Designación               | Ganador                       | Equipo                    |
| ------------------------- | ----------------------------- | ------------------------- |
| Jugador del año           | Justin Aronel Howard          | Fuerza Regia de Monterrey |
| Guardia del año           | Ryan Moore                    | Galgos de Tijuana         |
| Delantero del año         | Carlus Eugene Groves          | Halcones UV Veracruz      |
| Centro del año            | Justin Aronel Howard          | Fuerza Regia de Monterrey |
| Jugador nacional del año  | Karim Valentín Malpica Torres | Halcones UV Veracruz      |
| Jugador importado del año | Justin Aronel Howard          | Fuerza Regia de Monterrey |
| Entrenador del año        | Ángel Alfredo González Chávez | Halcones UV Xalapa        |